# Saison 15 de Détective Conan
 (octobre 2024).
Chronologie
Saison 14 de Détective Conan Saison 16 de Détective Conan
Cette saison a été diffusée du 16 janvier 2010 au 25 décembre 2010 (épisodes 562 à 601) sur Nippon TV. Elle est composée de 40 épisodes.
Le vingt-septième opening (générique de début) (épisodes 547 à 564) intitulé Magic, est interprété par la chanteuse de J-pop Rina Aiuchi. Le vingt-huitième opening (épisodes 565 à 582) intitulé As the Dew, est interprété par le groupe de J-pop Garnet Crow. Le vingt-neuvième opening (épisodes 583 à 601) intitulé Summer Time Gone est interprété par la chanteuse de J-pop Mai Kuraki.
Le trente-cinquième ending (épisodes 562 à 587) intitulé Hello Mr. My Yesterday, est interprété par le groupe de musique japonais Hundred Percent Free. Le trente-sixième ending (épisodes 588 à 601) intitulé Tomorrow is the Last Time, est interprété par la chanteuse de J-pop Mai Kuraki.
| No | Titre français                                                                                        | Titre japonais                | Titre japonais                                      | Date de 1re diffusion |
| No | Titre français                                                                                        | Kanji                         | Rōmaji                                              | Date de 1re diffusion |
| --- | --- | ----------------------------- | --------------------------------------------------- | --------------------- |
| 562 | L'enlèvement de l'arc-en-ciel                                                                         | 虹色の誘拐                    | Reinbou karā no yuukai                              | 16 janvier 2010       |
| Le président d’une société de sac à main aux couleurs de l’arc-en-ciel est enlevé sous les yeux de Conan, Ran et Kogorô. Cet enlèvement contre rançon, confirmé par la femme et vice-présidente de la société, entraîne l’intervention des forces spéciales de la police. | |                               |                                                     |                       |
| 563 | Les Détectives Juniors contre le gang des braqueurs – Turbulences (files : 677-679/tome : 65)         | 探偵団VS強盗団 (騒然)         | Tanteidan tai Goutoudan – Souzen                    | 23 janvier 2010       |
| L'agent Jodie du FBI essaie toujours de se remettre de la disparition de l'agent Akai, qui était apparemment plus qu'un simple collègue pour elle. En marchant dans une rue bondée, elle croise quelqu'un au visage curieusement familier. Peu après, elle et les Detective Boys se trouvent mêlés à un braquage de banque. Les enfants, qui étaient dans les toilettes, vont profiter de l'effet de surprise pour résoudre la situation. Mais dans la foule se trouve toujours un visage, reconnaissable entre mille… | |                               |                                                     |                       |
| 564 | Les Détectives Juniors contre le gang des braqueurs – Silence (files : 677-679/tome : 65)             | 探偵団VS強盗団 (沈黙)         | Tanteidan tai Goutoudan – Chinmoku                  | 30 janvier 2010       |
| 565 | Le témoin qui n'a rien vu                                                                             | 見てない目撃者                | Mitenai mokugekisha                                 | 6 février 2010        |
| Kogorô est invité à une soirée à l’improviste. Avant d’y aller, il se précipite chez le coiffeur. Alors qu’il y patiente, serviette vapeur sur le nez, un meurtre est commis dans son dos. | |                               |                                                     |                       |
| 566 | Le partenaire est Santa-san                                                                           | 相棒はサンタさん              | Aibou wa Santa-san                                  | 27 février 2010       |
| Une jeune femme se dit suivie et menacée par un homme casqué. Pour le démasquer elle fait appel à Kogorô. En attendant, Conan doit veiller sur son enfant, Santa, qui devient son nouveau partenaire dans cette affaire. | |                               |                                                     |                       |
| 567 | Meurtre lors d'un bain en plein air                                                                   | 露天風呂に降る殺意            | Rotenburo ni furu satsui                            | 6 mars 2010           |
| Le président d’une société de crédit immobilier est retrouvé mort dans une petite station de source d’eau chaude. Le détective Mouri, présent sur place, enquête. | |                               |                                                     |                       |
| 568 | L'Inspecteur Shiratori et les mémoires de Sakura – 1re partie (files : 687-689/tome : 66)             | 白鳥警部、桜の思い出 (前編)   | Shiratori-keibu, Sakura no omoide – Zenpen          | 13 mars 2010          |
| L'inspecteur Shiratori passe sa journée de repos au cinéma, où il croise par hasard les Detective Boys. Ils se trouvent tous embarqués dans une affaire criminelle, à travers laquelle est révélée l'origine des sentiments de Shiratori pour Sato. | |                               |                                                     |                       |
| 569 | L'Inspecteur Shiratori et les mémoires de Sakura – 2e partie (files : 687-689/tome : 66)              | 白鳥警部、桜の思い出 (後編)   | Shiratori-keibu, Sakura no omoide – Kōhen           | 20 mars 2010          |
| 570 | Le crime improuvable                                                                                  | 立証確率ゼロの犯罪            | Risshou kakuritsu zero no hanzai                    | 27 mars 2010          |
| Kogorô, Ran et Conan sont au centre commercial. Ils y découvrent une femme qui, depuis 2 heures, n’a pas bougé. Soudainement, elle tombe dans les pommes. Elle vient d’apprendre que son compagnon est mort chez eux. S’il semble bien que ce soit un crime prémédité, en apporter la preuve semble plus compliqué. | |                               |                                                     |                       |
| 571 | La bataille pour le trésor du grenier hanté – 1re partie (files : 690-692/tome : 66)                  | もののけ倉でお宝バトル (前編) | Mononoke gura de otakara batoru – Zenpen            | 1er mai 2010          |
| Profitant d'une série de vols dans le quartier, l'inspecteur Shiratori passe par l'école primaire Teitan pour pouvoir parler à la professeur, Mlle Kobayashi. Un camarade de classe des Detective Boys auraient découvert la cachette du criminel, dans un entrepôt près de l'agence détective Môri. Les enfants vont donc enquêter, avec l'assistance de l'inspecteur Momose de la troisième division. Ayumi, Genta et Mitsuhiko essaient au mieux de résoudre l'affaire sans l'aide de Conan, avec une efficacité surprenante. | |                               |                                                     |                       |
| 572 | La bataille pour le trésor du grenier hanté – 2e partie (files : 690-692/tome : 66)                   | もののけ倉でお宝バトル (後編) | Mononoke gura de otakara batoru – Kōhen             | 8 mai 2010            |
| 573 | À la recherche d'un talisman embarrassant – 1re partie (files : 693-695/tome : 66)                    | 恥ずかしいお守りの行方 (前編) | Hazukashii omamori no yukue – Zenpen                | 15 mai 2010           |
| Hattori et Kazuha sont en visite pour trouver un étudiant de Tokyo vivant à Osaka. L'origine de cette venue est le talisman de Kazuha, qu'elle affectionne tout particulièrement mais que Heiji a donné par inadvertance à cet étudiant. Ils retrouvent le jeune homme, sévèrement blessé après une agression dans les toilettes d'un bar sportif. S'ils veulent récupérer l'amulette, ils vont devoir résoudre l'enquête au plus vite, surtout que Kazuha semble avoir ses propres raisons pour espérer le prompt retour de son talisman. | |                               |                                                     |                       |
| 574 | À la recherche d'un talisman embarrassant – 2e partie (files : 693-695/tome : 66)                     | 恥ずかしいお守りの行方 (後編) | Hazukashii omamori no yukue – Kōhen                 | 22 mai 2010           |
| 575 | L'alibi de la robe noire – 1re partie (files : 696-698/tomes : 66-67)                                 | 黒きドレスのアリバイ (前編)   | Kuroki doresu no aribai – Zenpen                    | 29 mai 2010           |
| Kogorô et Conan accompagnent Ran et Sonoko alors qu'elle vont faire du shopping. Cependant, le cadavre d'une jeune fille habillée en "Goth Loli" est découverte dans les toilettes d'un parc voisin. | |                               |                                                     |                       |
| 576 | L'alibi de la robe noire – 2e partie (files : 696-698/tomes : 66-67)                                  | 黒きドレスのアリバイ (後編)   | Kuroki doresu no aribai – Kōhen                     | 5 juin 2010           |
| 577 | La vérité éclairée par les lucioles                                                                   | ホタルが灯した真実            | Hotaru ga tomoshita shinjitsu                       | 19 juin 2010          |
| Le professeur Agasa emmène les enfants à une fête de village. Un lâcher de lucioles y est réalisé, tradition pour célébrer le renouveau du village chaque année. Peu de temps après cette féerie lumineuse, l’un des 2 hommes chargés d’apporter les insectes est retrouvé mort. Les lucioles vont-elles éclairer Conan ? | |                               |                                                     |                       |
| 578 | Une crise invitée par un présage rouge (files : 699-704/tome : 67)                                    | 危機呼ぶ赤い前兆              | Kiki yobu akai ōmen                                 | 26 juin 2010          |
| Les Detective Boys font la rencontre d'un homme d'âge mûr particulièrement enthousiaste à l'idée de sa journée du lendemain. Malgré son apparente jovialité, Conan sent qu'une vérité morose se cache derrière cette attitude, et empêche l'homme de faire une grosse erreur. En parlant de la résolution de l'enquête, les enfants apprennent à Conan qu'ils ont vu, lors de l'affaire récente du braquage de banque, un visage familier dans la foule, brulé à la joue droite. Toujours sous le coup des révélations précédentes sur l'homme à la brulure, Conan va avec Kogorô et Ran enquêter pour un client dans un centre commercial, sur une affaire de t-shirts rouges. Sur place, ils font la rencontre des agents Jodie et Camel du FBI, eux aussi à la recherche du mystérieux individu. | |                               |                                                     |                       |
| 579 | La suggestion du treizième homme en noir (files : 699-704/tome : 67)                                  | 黒き13の暗示                  | Kuroki juu-san no sajesuto                          | 3 juillet 2010        |
| Un poseur de bombe menace de faire exploser l'étage du grand magasin ou se trouvent Ran, Conan et Kogorô, si personne ne résout l'énigme des t-shirts rouges qu'il reçoit toutes les semaines. Conan et Kogorô investiguent, tandis que les agents Camel et Jodie s'interrogent sur le mystérieux personnage qu'ils ont aperçu plus tôt. | |                               |                                                     |                       |
| 580 | L'arrivée des hommes en noir approche (files : 699-704/tome : 67)                                     | 迫る黒の刻限                  | Semaru kuro no taimu rimitto                        | 10 juillet 2010       |
| Un sinistre cortège noir attend à l'extérieur du grand magasin où a lieu l'alerte à la bombe. Ils sont à la recherche de la même personne que les agents du FBI. À l'intérieur, Conan et Kogorô sont en passe d'élucider le mystère, avec l'aide discrète d'un individu mystérieux au visage familier. | |                               |                                                     |                       |
| 581 | La cible rouge tremblante (files : 699-704/tome : 67)                                                 | 赤く揺れる照準                | Akaku yureru tāgetto                                | 17 juillet 2010       |
| Môri l'endormi résout le mystère des t-shirts rouges, avec une aide aussi discrète qu'efficace. Conan n'est pas au bout de ses peines, car une ombre mystérieuse, brulée à la joue droite, rôde toujours. De plus, l'énigmatique Subaru a encore une fois fait preuve de son étonnante vivacité d'esprit. | |                               |                                                     |                       |
| 582 | La nuit où le zombie mourut                                                                           | ゾンビが死んだ夜              | Zonbi ga shinda yoru                                | 24 juillet 2010       |
| Asako du duo « strawberry » est harcelé par un ancien petit ami qui lui réclame beaucoup d’argent depuis sa réussite professionnelle. Alors qu’elle invite Kogorô à son anniversaire, un homme grimé en zombie est mort assassiné dans son salon. | |                               |                                                     |                       |
| 583 | L'amour de Kobayashi-sensei (files : 705-708/tomes : 67-68)                                           | 小林先生の恋                  | Kobayashi-sensei no koi                             | 14 août 2010          |
| Sous le regard des Detective Boys, la relation entre Mlle Kobayashi et l'inspecteur Shiratori se développe petit à petit. Alors qu'elle devait amener les enfants voir un feu d'artifice, elle est cependant témoin d'un meurtre, et va devoir aller au commissariat témoigner. Sur place, sa forte ressemblance avec quelqu'un d'autre va s'avérer causer bien plus de peines que l'on n'aurait pu le penser. | |                               |                                                     |                       |
| 584 | L'amour perdu de l'Inspecteur Shiratori (files : 705-708/tomes : 67-68)                               | 白鳥警部の失恋                | Shiratori-keibu no shitsuren                        | 21 août 2010          |
| Mlle Kobayashi a vraiment été perturbée par sa rencontre avec l'inspecteur Sato, au point qu'elle rejette les avances maladroites du pauvre inspecteur Shiratori. L'enquête piétine, et ce malgré le témoignage de la professeur. | |                               |                                                     |                       |
| 585 | L'amour de Sakura qui traverse le temps (files : 705-708/tomes : 67-68)                               | 時を超える桜の恋              | Toki wo koeru Sakura no koi                         | 28 août 2010          |
| Grâce au témoignage de l'inspecteur et des déductions de Conan, le coupable de l'affaire précédente est arrêté. De plus, il semblerait que l'inspecteur Shiratori et Mlle Kobayashi ont finalement réussi à se remémorer tous les deux leurs souvenirs en communs, et que leur romance soit prête à s'installer. Kid l'insaisissable défie une nouvelle fois l'oncle de Sonoko, Jirokichi Suzuki, en promettant de voler une pierre d'ambre de très grande valeur. Cette fois-ci, Conan ne sera pas le seul à travailler contre le voleur, car les Detective Boys sont appelés par le conseiller Suzuki. | |                               |                                                     |                       |
| 586 | La corne de Kirin disparue dans l'obscurité (files : 712-715/tome : 68)                               | 闇に消えた麒麟の角            | Yami ni kieta Kirin no tsuno                        | 4 septembre 2010      |
| Kid l'insaisissable s'apprête à dérober un ambre précieux, surnommé la "corne du Kirin", en référence à un animal légendaire de la mythologie chinoise. Cependant, lors d'une coupure de courant, Conan est incapacité par un taser. Alors que les lumières se rallument, tous réalisent que la pierre précieuse a disparu, et ce malgré l'attention des Detective Boys de protéger le mécanisme qui la dissimulait. Avec leur cerveau à terre, les Detective Boys, menés par Ai, vont devoir se démener pour trouver la solution à cette énigme. | |                               |                                                     |                       |
| 587 | L'Insaisissable Kid contre l'esprit des quatre Détectives Juniors (files : 712-715/tome : 68)         | キッドＶＳ四神探偵団          | Kiddo tai Shijin tantei dan                         | 11 septembre 2010     |
| Conan se réveille et arrive à mettre fin aux méfaits du Kid. | |                               |                                                     |                       |
| 588 | Le piège de la ferme sur toit                                                                         | 屋上農園の罠                  | Okujou nouen no wana                                | 18 septembre 2010     |
| Kogorô, Ran & Conan rendent visitent à une connaissance dans sa ferme partagée. Divisée entre 4 propriétaires, dont l’un est exécrable et vaniteux, la ferme devient la scène de théâtre d’un meurtre, celui du monsieur lamentable. | |                               |                                                     |                       |
| 589 | Le pire anniversaire – 1re partie (files : 709-711/tome : 68)                                         | 最悪な誕生日 (前編)           | Saiaku na bāsudē – Zenpen                           | 25 septembre 2010     |
| Alors que l'anniversaire d'Eri approche, Ran essaye une fois de plus d'arranger la relation entre ses parents. Elle gagne un séjour dans un hôtel de luxe pour eux quatre. Cependant, Kogorô agissant comme un goujat une fois de plus, Eri écourte la soirée pour retourner dans sa chambre en colère. Alors qu'elle sortait de sa douche, elle trouve le cadavre d'une cliente sur le sol de sa chambre. Conan retrouve les suspects et, avec l'aide de l'inspecteur Yokomizo, va essayer de résoudre le mystère. | |                               |                                                     |                       |
| 590 | Le pire anniversaire – 2e partie (files : 709-711/tome : 68)                                          | 最悪な誕生日 (後編)           | Saiaku na bāsudē – Kōhen                            | 2 octobre 2010        |
| Alors que Kogorô piétine sur la résolution de l'enquête dans laquelle Eri est impliquée, Conan décide de le mener à la déduction sans l'endormir, pour qu'il puisse garder toute sa contenance pour l'anniversaire de sa femme. Il semble cependant que, en amour comme en affaires, Kogorô reste un éternel endormi. | |                               |                                                     |                       |
| 591 | La maison-aquarium                                                                                    | 水族館のある家                | Suizokukan no aru ie                                | 16 octobre 2010       |
| Le professeur Agasa emmène les enfants voir une de ses connaissances architecte d’intérieur. Mais qui c’est qu’on retrouve nageant comme un poisson dans l’eau ? Le cadavre de l’architecte bien sûr. | |                               |                                                     |                       |
| 592 | L’affaire du « singe et du râteau » au festival du coq – 1re partie (files : 716-718/tome : 68)       | 猿と熊手のトリ物帖 (前編)     | Saru to kumade no torimonochou – Zenpen             | 23 octobre 2010       |
| Ran, Sonoko, Kogorô et Conan vont à un festival en plein air. Ran et Sonoko en profitent pour tirer des prédictions d'amour et Ran prend la sienne malheureusement trop à cœur. Un pickpocket vole le sac de Sonoko et Ran, trop préoccupée par sa prédiction, n'arrive pas à l'arrêter. Le lendemain, les filles et Conan sont à nouveau sur les lieux du vol, mais un homme est retrouvé poignardé. Conan va essayer de résoudre l'enquête, tandis que Ran s'efforce le mieux qu'elle puisse de suivre les recommandations de sa prédiction d'amour, peut-être à tort… | |                               |                                                     |                       |
| 593 | L’affaire du « singe et du râteau » au festival du coq – 2e partie (files : 716-718/tome : 68)        | 猿と熊手のトリ物帖 (後編)     | Saru to kumade no torimonochou – Kōhen              | 30 octobre 2010       |
| 594 | La visite des sept merveilles de Miyajima et Hiroshima – 1re partie : Miyajima                        | 広島宮島七不思議ツア (宮島編) | Hiroshima Miyajima nanafushigi tsuā - Miyajima hen  | 6 novembre 2010       |
| Kogorô, accompagné de Ran et Conan, participe à une émission spéciale de Nichuri TV sur le patrimoine d’Hiroshima et de Miyajima. À peine la première séquence de l’arrivée à l’aéroport tournée, que les ennuis commencent. D’abord, nous sommes à Miyajima. Un homme porté disparue depuis 2 semaines semble surveiller l’équipe technique du film. | |                               |                                                     |                       |
| 595 | La visite des sept merveilles de Miyajima et Hiroshima – 2e partie : Hiroshima                        | 広島宮島七不思議ツア (広島編) | Hiroshima Miyajima nanafushigi tsuā - Hiroshima hen | 13 novembre 2010      |
| Les agressions continuent de suivre les métaphores des 7 merveilles des deux villes. Pour la suite de l’émission, le reste de l’équipe se rend à Hiroshima. L’heure des révélations approche. | |                               |                                                     |                       |
| 596 | Effondrement d’un alibi                                                                               | 転落のアリバイ                | Tenraku no aribai                                   | 20 novembre 2010      |
| Kogorô, Ran et Conan vont rejoindre un homme travaillant dans une boîte de publicité et d’événementiel. Le patron meurt, a priori en se suicidant. Tout semble parfait pour le meurtrier. Mais voilà qu’au dernier moment, le plus crucial, un stylo plume révèle toute l’astuce. | |                               |                                                     |                       |
| 597 | Le scénario de la pièce à huis clos des sources d’eau chaude - 1re partie (files : 722-724/tome : 69) | 湯煙密室のシナリオ (前編)     | Yukemuri misshitsu no shinario - Zenpen             | 27 novembre 2010      |
| Le professeur Agasa emmène les Detective Boys passer la nuit dans un centre thermal. Alors que les enfants décident de se lever tôt afin d'apercevoir le lever de soleil depuis les bains, ils découvrent le cadavre d'un scénariste de cinéma, rencontré la veille. Tandis que Conan travaille à la résolution de l'affaire, il va devoir faire face aux foudres de Ai, en colère à cause de ce qu'il a aperçu au cours de son enquête. | |                               |                                                     |                       |
| 598 | Le scénario de la pièce à huis clos des sources d’eau chaude - 2e partie (files : 722-724/tome : 69)  | 湯煙密室のシナリオ (後編)     | Yukemuri misshitsu no shinario - Kōhen              | 4 décembre 2010       |
| 599 | L'ami de la justice                                                                                   | セイギノミカタ                | Seigi no mikata                                     | 11 décembre 2010      |
| À la suite d'une agression dans le métro, Ran se lance à la recherche du vieil homme qui l’a aidé pour lui rendre une photo tombée à terre. En le retrouvant, Conan devient suspicieux à l’égard de cet homme très enclin à rendre la justice, peut-être trop. | |                               |                                                     |                       |
| 600 | Le rêve du Kappa - 1re partie (files : 719-721/tome : 69)                                             | 河童が見た夢 (前編)           | Kappa ga mita yume - Zenpen                         | 18 décembre 2010      |
| Kogorô reçoit une étrange lettre, et va dans un hôtel au milieu de la forêt avec Ran et Conan. Sur place, ils apprennent que le fils du propriétaire est mort dans un tragique accident quelques années auparavant. De plus, l'hotel est réputé pour être prétendument hanté par un Kappa, un démon des marais japonais. Cependant, le propriétaire est retrouvé mort le lendemain matin, et une étrange ombre a été aperçue dans les environs. Conan essaye de faire avancer l'enquête, mais la superstition de l'inspecteur Yamamura rend sa coopération difficile. | |                               |                                                     |                       |
| 601 | Le rêve du Kappa - 2e partie (files : 719-721/tome : 69)                                              | 河童が見た夢 (後編)           | Kappa ga mita yume - Kōhen                          | 25 décembre 2010      |